# Mark Helfrich (Politiker)
Mark André Helfrich (* 8. September 1978 in Itzehoe) ist ein deutscher Politiker (CDU) und Kaufmann.
Am 22. September 2013 zog Mark Helfrich über das Direktmandat des schleswig-holsteinischen Bundestagswahlkreises Steinburg – Dithmarschen Süd in den Deutschen Bundestag ein.

## Leben und Beruf
Helfrich wuchs in Münsterdorf auf und besuchte ab 1989 die Auguste Viktoria-Schule in Itzehoe, wo er zehn Jahre später 1999 Abitur machte. Von 1995 bis 1996 lebte er in den USA und besuchte die Highschool Stanton College Preparatory School in Jacksonville, Florida. Nach dem Abitur leistete Mark Helfrich 1999/2000 seinen Grundwehrdienst in Breitenburg. Danach begann er an der Privaten Fachhochschule Göttingen ein Studium der Betriebswirtschaftslehre und schloss dieses 2004 als Diplom-Kaufmann (FH) ab.
Im Jahr 2005 arbeitete Helfrich in der Konzernrevision bei Barilla Holding S.p.A in Düsseldorf. Ab November 2005 war er in kaufmännischen Funktionen in der Energiewirtschaft tätig. Im Juli 2010 wechselte Mark Helfrich in die Hamburg Netz GmbH als Assistent der Geschäftsführung und arbeitete dort bis zu seiner Wahl als Bundestagsabgeordneter im September 2013. Mark Helfrich ist verheiratet und lebt zusammen mit seiner Frau und den beiden gemeinsamen Kindern in Dägeling.

## Politische Laufbahn
1995 trat Mark Helfrich in die Junge Union ein. Seit 1997 übte er dort verschiedene Ämter aus. Unter anderem war er in den Jahren 2000 bis 2002 Kreisvorsitzender der Jungen Union Steinburg. Seit Mai 2002 gehört er dem Kreisvorstand der CDU Steinburg an, von 2010 bis 2014 als Schatzmeister, seit 2014 als stellvertretender Kreisvorsitzender.
Von 2003 bis 2005 und von 2008 bis 2013 war Mark Helfrich Kreistagsabgeordneter im Kreis Steinburg und dabei u. a. Vorsitzender des Wirtschaftsausschusses und stellvertretendes Mitglied im Hauptausschuss. Von 2008 bis 2012 gehörte er außerdem als bürgerliches Mitglied dem Finanzausschuss der Stadt Itzehoe an.
Am 22. September 2013 gewann Mark Helfrich bei der Bundestagswahl 2013 mit 45,4 Prozent der Erststimmen das Direktmandat im Bundestagswahlkreis Steinburg – Dithmarschen Süd. Seit dem 22. Oktober 2013 ist Mark Helfrich Abgeordneter des Deutschen Bundestages.
Er war in der 18. Legislaturperiode ordentliches Mitglied im Ausschuss für Arbeit und Soziales und im Parlamentarischen Beirat für nachhaltige Entwicklung. Des Weiteren ist er Schriftführer bei den Plenarsitzungen des Deutschen Bundestages.
Bei der Wahl zum 19. Deutschen Bundestag verteidigte Mark Helfrich sein Direktmandat und gewann mit 41,9 Prozent der Erststimmen erneut den Bundestagswahlkreis Steinburg – Dithmarschen Süd.
Bei der Wahl zum 20. Deutschen Bundestag gewann Mark Helfrich erneut das Direktmandat im Wahlkreis 003 Steinburg, Dithmarschen-Süd mit 29,2 % der Erststimmen. Nur er und seine nordfriesische Parteikollegin Astrid Damerow erhielten bei der Bundestagswahl 2021 noch Direktmandate für die CDU in Schleswig-Holstein. Bei der Bundestagswahl 2025 kandidierte Helfrich auf Platz 3 der CDU-Landesliste und konnte sein Direktmandat erneut verteidigen.
Seit 2023 ist Helfrich stellvertretender Vorsitzender des Vereins KlimaUnion.

## Politische Positionen
Im Deutschen Bundestag stimmte er der Verlängerung des zweiten Griechenland-Hilfsprogrammes am 27. Februar 2015 zu, „weil damit keine neuen Finanzzusagen verbunden sind und [...] keine wesentliche Absenkung der Reformverpflichtungen der Hellenischen Republik“. Das dritte Griechenlandhilfsprogramm lehnte er in der Folge ab und stimmte am 19. August 2015 dagegen.

## Abgeordneter
Im 19. Deutschen Bundestag war Helfrich ordentliches Mitglied im Ausschuss für Wirtschaft und Energie sowie im Ausschuss für die Angelegenheiten der Europäischen Union. Als stellvertretendes Mitglied gehörte er dem Finanzausschuss an. In der 20. Wahlperiode gehörte er dem Ausschuss für Klimaschutz und Energie als ordentliches Mitglied und dem Ausschuss für die Angelegenheiten der Europäischen Union als stellvertretendes Mitglied an.
Seit dem 13. Mai 2025 ist er als Nachfolger von Johann Wadephul Vorsitzender der CDU Landesgruppe Schleswig-Holstein.